# 山岡強一
山岡 強一（やまおか きょういち、1940年7月15日 - 1986年1月13日）は、日本の映画監督、社会運動家、労働運動家、山谷争議団リーダー。

## 来歴・人物
北海道雨竜郡沼田町に生まれる。札幌南高校を卒業後、結核を患い、大学進学をあきらめる。療養後は北海道大学の学生運動に混じって60年安保闘争に加わりながら、札幌と帯広で業界紙の記者の職に就いた。28歳になる頃の1968年に北海道から東京へ出てみるも、定職に就けず、サンドイッチマンや石焼き芋の移動販売、竿竹売りなど、職を転々と変えて食い繋いでいくのがやっとであった。同年の11月には友人4人と山谷の住人になるのを決めて暮らし始める。そこで労働条件・労使関係に関する問題に直面し、1970年6月から山谷現場闘争委員会を立ち上げる。その後、日雇労働者の実力による全国規模での労働組合運動の共闘機運が高まり、1980年に全国日雇労働組合協議会が結成されると、山谷支部となる山谷争議団の実質的リーダーに名乗りを上げ、労働争議を取り仕切るなど奮闘した。
さらに山谷を舞台に日雇い労働・寄せ場の現状と悪徳側手配師が行ってきた悪行を世に知らしめるため、山谷の闘争に関わっていた佐藤満夫が監督し制作を開始したドキュメンタリー映画『山谷─やられたらやりかえせ』の撮影を見届ける中、1984年12月22日、佐藤が悪徳側手配師の正体である国粋会金町一家の組員によって刺殺される。
そのような状況においても、恐怖にめげず屈せず監督を買って出た山岡が、佐藤の遺志を継ぎ、映画の撮影は翌年から再開された。映画は日本各地の寄せ場をロケして回るのみならず、かつての筑豊炭田の石炭産業従事者の中で「朝鮮人労務者」に言及し撮影を終えた。直後の1986年1月13日、山岡は佐藤を刺殺した金町一家と同系列の金竜組組員によって拳銃で射殺された。

## 著書
- 『山谷(やま) やられたらやりかえせ』現代企画室、1996年1月。ISBN 9784773895179。